# Cylloceria calva
Cylloceria calva är en stekelart som beskrevs av Dasch 1992. Cylloceria calva ingår i släktet Cylloceria och familjen brokparasitsteklar. Inga underarter finns listade i Catalogue of Life.